# Kybalion

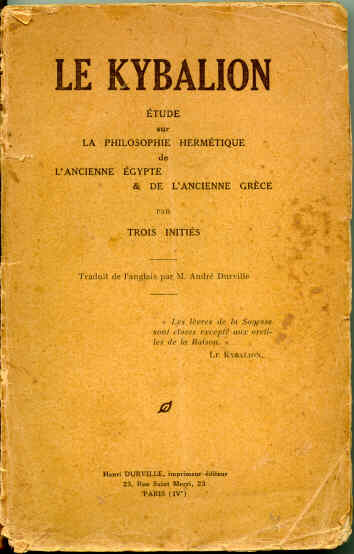
Titulní strana francouzského vydání Kybalionu

Kybalion (úplným názvem Kybalion : studie o hermetické filosofii starého Egypta a Řecka) je stručný hermetický traktát vydaný v prosinci roku 1908 v Chicagu nakladatelstvím The Yogi Publication Society. Anonymní autor použil pseudonym „Tři zasvěcenci“; obvykle je autorství přisuzováno Williamu Walkerovi Atkinsonovi. Spis v duchu hermetické tradice uvádí, že o starobylém učení Herma Trismegista, jinak údajně už tisíce let pečlivě střeženém a před „nezralými“ tajeném, pojednává proto, aby připraveným moderním čtenářům – „upřímným hledačům pravdy“ poskytlo „univerzální klíč“ k vědění a správným způsobem tak osvětlilo poznatky překotně se vyvíjející vědy.